# Combeauté
La Combeauté è un fiume francese che scorre nel dipartimento dei Vosgi della regione del Grande Est e nell’Alta Saona della Borgogna-Franca Contea e che sfocia nella Semouse.

## Toponimo
Il nome proviene dalla parola comb, che significa piccola valle incassata.

## Geografia
Nasce dal massiccio dei Vosgi, presso La Croisette, un luogo compreso nell’antico comune di Hérival e in quello attuale di Girmont-Val-d'Ajol, e si dirige verso ovest e dopo pochi chilometri verso sud-ovest. Dopo aver ricevuto da sinistra il maggior affluente, il Ruisseau de Méreille o Combelotte lungo quasi 10 km, bagna Le Val-d'Ajol e Fougerolles. Fino a qui scorre in una valle stretta e profonda, mentre in seguito essa si allarga. Dopo essere passato per il comune di Corbenay, confluisce nella Semouse presso Ainvelle.